# Imène Rezzoug
Imène Rezzoug (en arabe : إيمان رزوق), née le 12 septembre 1993, est une judokate algérienne.

## Carrière
Imène Rezzoug remporte la médaille de bronze dans la catégorie des moins de 48 kg aux Championnats d'Afrique de judo 2022 à Oran.